# Artemisia cana
Artemisia cana, tên phổ thông ngải đắng bạc, là một loài thực vật có hoa trong họ Cúc. Loài này được Pursh mô tả khoa học đầu tiên năm 1814.